# Giuseppe Guidicini
Giuseppe Guidicini (Bologna, 29 agosto 1763 – Bologna, 25 gennaio 1837) è stato un ingegnere e storico italiano. È ricordato per la sua opera Cose notabili della città di Bologna, pubblicata dal figlio Ferdinando tra il 1868 ed il 1873.

## Biografia
Giuseppe Guidicini nacque a Bologna in via Santo Stefano il 29 agosto 1763 da Giovanni Battista Guidicini e da Cattarina Salaroli, primo di 13 figli. Guidicini fin da piccolo eccelle in aritmetica, matematica e disegno, fino a diventare Ingegnere Architetto nel 1791 e Ingegnere Agricoltore e Agrimensore nel 1793, mentre nel 1799 si trasferisce a Parigi, dove stringe amicizia con il conte Ferdinando Marescalchi.
Nel 1800 Guidicini torna in Italia, per incarichi affidatigli dal conte Marescalchi, prima a Milano e poi a Bologna, dove viene nominato Amministratore del Dipartimento del Reno e, sempre nello stesso anno, Ispettore Generale dell’illuminazione pubblica di Bologna, incarico che conserva fino al 1816, "con ragguardevole stipendio". Durante i suoi soggiorni a Parigi, conosce Maria Fanfard che diventa sua moglie nel 1804 e con cui avrà un figlio, di nome Ferdinando (Bologna, 6 aprile 1815 - Bologna, 2 dicembre 1895).
Parallelamente alla sua carriera pubblica, Guidicini si dedica anche ad una serie di ricerche archivistiche sulla storia di Bologna. Il frutto di queste ricerche in oltre 350 archivi pubblici e privati, lo porta alla stesura della sua opera più conosciuta Cose notabili della città di Bologna ossia storia cronologica dei suoi stabili pubblici e privati, un lavoro molto dettagliato di ricerca storica sull’urbanistica bolognese sacra e profana e sulle trasformazioni subite dalla città nel tempo. Composta tra il 1817 ed il 1829 e pubblicata postuma in cinque volumi, l'opera era una delle poche indagini di questo genere in quel periodo e gli vale ancora oggi il riconoscimento di storico.
Guidicini muore la mattina del 25 gennaio 1837 all’età di 77 anni e viene sepolto nel Cimitero monumentale della Certosa di Bologna. Dopo la sua morte, tra il 1868 ed il 1873 il figlio Ferdinando pubblicherà le opere del padre, benché con rimaneggiamenti e omissioni, come in parte aveva fatto lo stesso Guidicini in vita, quando per esempio aveva venduto una raccolta di documenti storici al conte Giovanni Gozzadini, lo scopritore della cultura villanoviana.

## Opere principali
- Giuseppe Guidicini, Cose notabili della città di Bologna ossia storia cronologica dei suoi stabili pubblici e privati, voll. I-V, Bologna, Tipografia delle Scienze di Giuseppe Vitali, 1868-1873. Ospitato su Origine di Bologna.